# Jan Bechyně
Jan Karel Bechyně (Přibyslav, 19 april 1920 - Maracay, 9 maart 1973) was een Tsjechisch entomoloog.
Bechyně werd geboren in 1920, in Přibyslav, Tsjecho-Slowakije. Hij studeerde aan de Universiteit van Praag en hij promoveerde in 1948 met het proefschrift Příspěvek k poznání filogenese a zoogeografie rodu Tymarcha Latr. (over de filogenese en zoögeografie van het geslacht Tymarcha). Toen de universiteit tijdens de Tweede Wereldoorlog gesloten was, werkte hij op de afdeling Entomologie van het natuurhistorisch museum in Praag. Daar specialiseerde hij zich in bladhaantjes (Chrysomelidae) en verdiepte zijn kennis van de plantkunde, onontbeerlijk voor Chrysomelidae-specialisten. Na de oorlog, op 13 februari 1946, trouwde hij met Bohumila Springlová, zij was zijn constante metgezel op zijn verzamelreizen over de hele wereld. Zij publiceerde ook en is bij een aantal taxa ook mede auteur. Ze verhuisden naar München, waar hij werkte in het Museum Frey. Vervolgens leidden twee expedities hem en zijn vrouw naar Afrika, in 1951 naar Guinee en van 1955 tot 1956 naar Nigeria en Kameroen. Hij verliet het museum in 1958 om te gaan werken aan de collecties van de Zoologischen Sammlung des Bayerischen Staates in München en het Institute Royal des Sciences Naturelles de Belgique in Brussel. Hun reis eindigde in 1965 in Venezuela waar ze een huis kochten vlak bij de Universidad Central de Venezuela, Facultad de Agronomia, Instituto de Zoologia Agricola in Maracay. Hier werkte hij als entomoloog tot aan zijn dood in 1973.
- Gemeinsame Normdatei: 1062679970
- International Standard Name Identifier: 0000 0001 0893 8915
- Nationale Bibliotheek van Tsjechië: jk01011386
- Nederlandse Thesaurus van Auteursnamen: 091532310
- Système universitaire de documentation: 139887598
- Virtual International Authority File: 44746205